# Ormberget-Hertsölandet
Ormberget-Hertsölandet är ett kommunalt naturreservat i Luleå kommun i Norrbottens län.
Området är naturskyddat sedan 2009 och är 21,6 kvadratkilometer stort. Reservatet ligger just öster om tätorten Luleå på halvön Hertsön. Reservatet omfattar större delen av Hertsölandet, med Hertsöträsket, och här finns gamla gran‐ och
tallskogar med ett stort inslag av lövträd.